# Соналы (Западно-Казахстанская область)
Соналы (каз. Соналы, до 199? г. — Акмешит) — село в Каратобинском районе Западно-Казахстанской области Казахстана. Входит в состав Шоптыкольского сельского округа. Код КАТО — 275053300.

## Население
В 1999 году население села составляло 680 человек (343 мужчины и 337 женщин). По данным переписи 2009 года, в селе проживало 669 человек (349 мужчин и 320 женщин).